# Siegfried Dähne

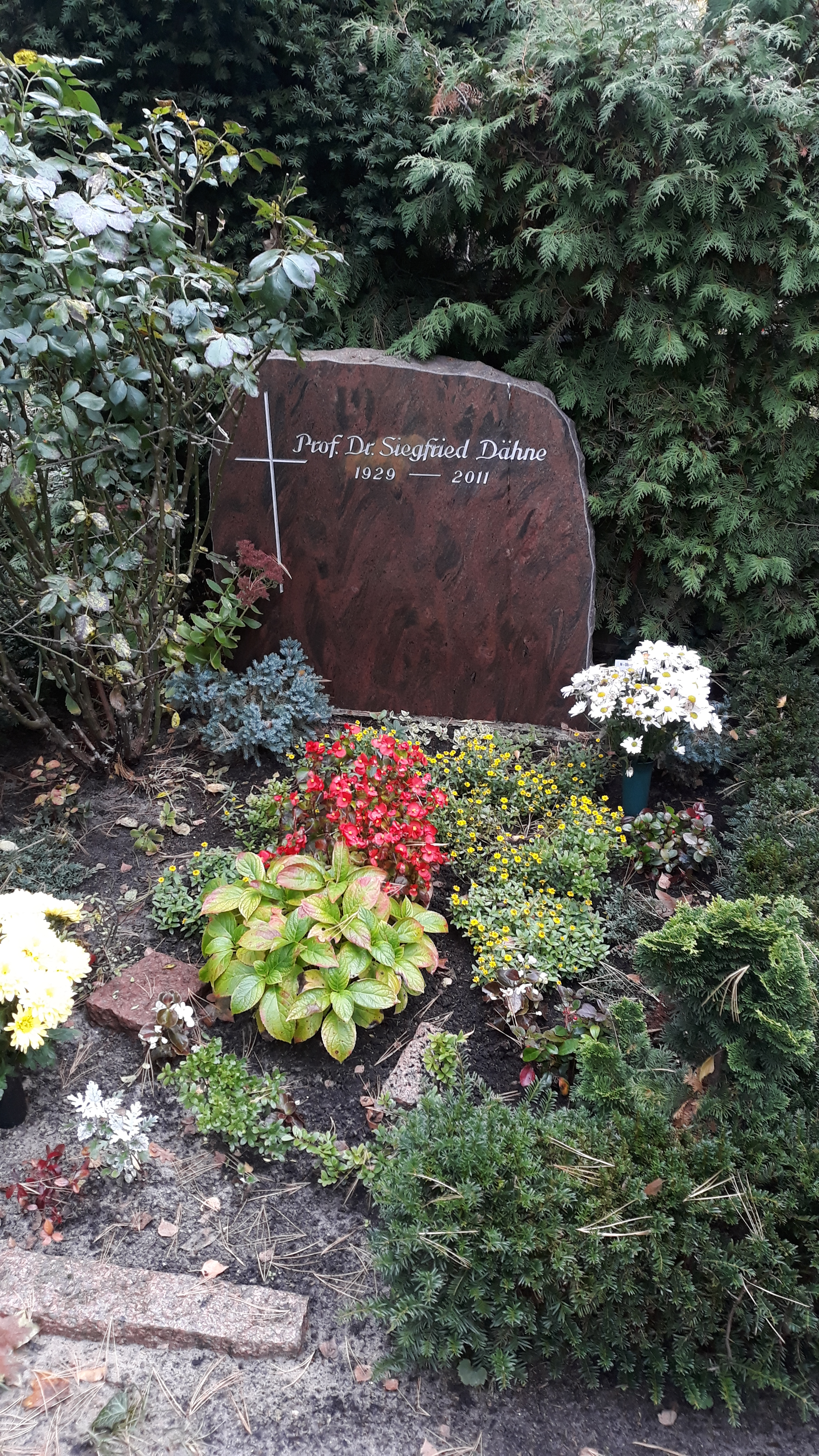
Das Grab von Siegfried Dähne auf dem Evangelischen Friedhof Friedrichshagen in Berlin.

Siegfried Dähne (* 13. Oktober 1929 in Meißen; † 3. Dezember 2011) war ein deutscher Chemiker und ein  Wissenschaftler auf dem Gebiet der Farbstoffchemie.

## Leben
Dähne studierte von 1949 bis 1957 an der Humboldt-Universität zu Berlin Chemie. Im Rahmen seiner Diplomarbeit bei Otto Neunhoeffer beschäftigte er sich synthetisch und spektroskopisch mit Untersuchungen am Pyren. 1961 wurde er mit der Dissertation „Sichtbare und infrarote Spektren von an Silberhalogenid adsorbierten, photographisch wirksamen Farbstoffen“ promoviert. Ebenfalls an der Humboldt-Universität erfolgte 1968 die Habilitation. 1972 erhielt Dähne die Lehrberechtigung an der TU Dresden und wurde 1980 von der Akademie der Wissenschaften der DDR zum Professor ernannt.
Ab 1957 war Dähne als Laborleiter und ab 1963 als Abteilungsleiter am Institut für Optik und Spektroskopie an der Akademie der Wissenschaften tätig. Da er mehrfach eine Tätigkeit als Inoffizieller Mitarbeiter der Stasi abgelehnt hatte, wurden ihm ab 1971 Reisen ins westliche Ausland verwehrt und 1984 seine leitenden Funktionen entzogen. Nach 1989 konnte Dähne seine Forschungstätigkeit an der Bundesanstalt für Materialforschung und -prüfung bis 1995 als Laborleiter und abschließend bis 2001 als Berater fortsetzen.
Siegfried Dähne hatte mit seiner Frau Anneliese eine Tochter und zwei Söhne.

## Wissenschaftliches Werk
Schwerpunkt von Dähnes Forschungstätigkeit waren die Elektronenzustände organischer Moleküle mit π-Elektronensystemen. Er entwickelte aus dem 1926 publizierten Polymethinkonzept von Walter König eine allgemeine Theorie von Farbe und Struktur konjugierter organischer Verbindungen.
Seine Arbeiten zu Sensibilisierungsfarbstoffen initiierte weltweit die Entwicklung von hoch empfindlichen Silberhalogenidfilmen. Dähne war an der Entwicklung des weltweit ersten Laserimpulsfluorimeters auf der Grundlage der laserinduzierten Fluoreszenz beteiligt. Mit diesen neu entwickelten spektroskopischen Methoden erforschte Dähne Aggregationsphänomene von Farbstoffen.

## Auszeichnungen
- 1976: Leibniz-Medaille der Akademie der Wissenschaften[12]
- 1997: Lieven-Gevaert-Medaille der Society of Photographic Scientists and Engineers (USA)[12]